# झ़
Cette page contient des caractères spéciaux ou non latins. S’ils s’affichent mal (▯, ?, etc.), consultez la page d’aide Unicode.
झ़, appelée ja, est une consonne de l’alphasyllabaire devanagari utilisé dans l’écriture de l’ourdou et de l’hindi. Elle est formée d’un djha ‹ झ › et d’un point souscrit.

## Utilisation
Le djha noukta ‹ झ़ › transcrit le ja’ ‹ ژ › de l’écriture arabe en ourdou.
La lettre est aussi très rarement utilisée en hindi, par exemple dans le mot ‹ अझ़दहा ›, « dragon », (souvent écrit ‹ अझदहा ›, aussi écrit avec ज़ ‹ अज़दहा ›.

## Représentations informatiques
Ses Unicode sont :
| formes | représentations | chaînes de caractères | points de code       | descriptions                                                                 |
| ------ | --------------- | --------------------- | -------------------- | ---------------------------------------------------------------------------- |
| pleine | झ़               | झ◌़                    | U+091D U+093C        | lettre devanagari djha, symbole devanagari noukta                            |
| morte  | झ़्               | झ◌़◌्                   | U+091D U+093C U+094D | lettre devanagari djha, symbole devanagari noukta, symbole devanagari virama |